# Aplonis crassa
El estornino de las Tanimbar (Aplonis crassa) es una especie de ave paseriforme de la familia Sturnidae endémica del este de Indonesia.

## Descripción
Es un estornino de cola relativamente corta, que mide alrededor de 20 cm de longitud total. El plumaje de los adultos es negruzco, con cierta irisación verdosa, y alas y cola negras. Su robusto pico y patas también son negros, y sus ojos pardos. En cambio los juveniles tienen las partes superiores pardas y las inferiores anteadas veteadas en negro.

## Distribución y hábitat
Se encuentra únicamente en las islas Tanimbar, al sur de las Molucas. Su hábitat natural son los bosques tropicales de tierras bajas y los manglares. Esta especie está amenazada por la pérdida de hábitat.